# Міська лікарня №1 (Маріуполь)
Міська лікарня № 1 — лікарня у місті Маріуполь, розташована в Кальміуському районі.

## Історія
Історія лікарні почалась 1897 року у добу першого запровадження капіталізму. Тодішнє керівництво заводів «Нікополь» та «Російський Провіданс» започаткувало створення амбулаторії, до складу котрої входив і перший стаціонар на двадцять п'ять хворих. Амбулаторію розташували на колишній околиці міста, до котрої вела запилюжена вулиця Межа. Згодом за часів СРСР вулиця стане транспортним трактом і отримає назву проспект Ілліча (тепер Нікопольський проспект). У первісному штаті амбулаторії було два фельдшери. Це була лікарня для бідноти, тому розраховувати на висококваліфіковану допомогу було не можна. Адже до провінційного міста мало кому було діла у Російській імперії, хоча відкриття амбулаторії — позитивна фундація.
1922 р. колишню амбулаторію з маленькою лікарнею перевели у статус міської лікарні, хоча вона залишалась заводською і тут заснували терапевтичний стаціонар на 20 ліжок і хірургічний — на сорок. Через три роки (до 1925) зростання працівників заводу і зростання захворюваності у повоєнні роки спонукали до будівництва. На порожніх земельних ділянках поряд із залізницею вибудували інфекційний барак, відділення хірургії, акушерсько-гінекологічне, пральню, кухні тощо. 1927 р. відкрили окреме пологове відділення. 1934 р. штат лікарні нараховував двадцять сім (27) лікарів та сто вісім осіб середнього медичного персоналу. До початку війни 1941—1945 рр. загальна кількість ліжок у заводській (і міській) лікарні № 1 досягла п'ятсот сорока (540).
1941 року проведена мобілізація і низка медиків відбула на фронти або на працю у військові шпиталі. Маріуполь був тимчасово захоплений німецькими фашистами і низка медиків вимушено опинилась на окупованій території. Медики лікували залишених у лікарі військовопоранених та хворих місцевих мешканців. Частку військовопоранених вдалося врятувати від німецьких концтаборів.
Лікарня втратила кількість лікарняних ліжок, що на 1945 р. ставила лише чотири сотні (400). У період 1944—1952 рр. відбулося об'єднання поліклініки і лікарні у єдиний лікарський заклад. Лікарнею керував А. М. Фролов, у період 1952—1962 рр. заслужений лікар УРСР М. Л. Самойлович, з 1964 р. заклад очолював лікар Г. Н. Баганець. З 1985 р. — головний лікар А. Ф. Погуляй. В той період вдалося розширити лікарню і кількість медичних маніпуляції — діагностичних і лікувальних, забезпечених коштам заводу імені Ілліча. Міська лікарня № 1 отримала декілька лабораторій (хоча частка їх була розташована у дерев'яній будівлі), відділення реанімації і анестезіології, ендоскопії, ультразвукової діагностики, літотрипсії. 1992 року відділення захворювань очей перетворили на відділення мікрохірургії очей.
Нове запровадження ринкових відносин супроводжувалось втратами і зубожінням медичного персоналу та мешканців міста. Для лікарні почали будувати новий багатоповерховий корпус, котрий покинули недобудованим на десятиліття. Низка процедур і діагностичних та лікувальних заходів зроблена платними, що перевело їх у малодоступність для збіднілих мешканців району і навколишніх поселень. Малодоступним і коштовним стало і щеплення від інфекційних захворювань, що помітно знизило профілактичний напрямок медичного обслуговування мешканців району. Завод імені Ілліча спромігся лише на ремонти і декотре збільшення вже старих приміщень лікарні.
Адреса:
- вул. Бодрова, 2